# Milonga pampeana
 (juillet 2022).
Pour les articles homonymes, voir Milonga.
La milonga est un genre musical rural né dans la pampa argentine,, qui est typique d'Argentine, d’Uruguay et de l’État de Rio Grande do Sul au Brésil. Ce genre est également typique de la culture gaucho.
Elle existe sous deux formes, la milonga pampas, appartenant à la musique dite Surera, et qui est la forme originale, et la milonga ciudadana (milonga urbaine), créée plus tardivement, en 1931, par Sebastián Piana avec Milonga sentimental.

## Histoire
Avant l'apparition du Tango, il y existait la Milonga Campera ou paysanne. C'était une musique rurale, qui contenait des éléments afro dans sa constitution rythmique, et des influences des danses créoles et européennes qui sont arrivées à Buenos Aires et à Montevideo. Il a des similitudes avec d'autres rythmes tels que la chamarrita, le choro, le candombe et la habanera. La milonga paysanne intègre l'expression paysanne de la pampa, de vieilles racines, initialement chantée, bien que plus tard elle ait eu une chorégraphie.
La milonga apparaît à partir du milieu du XIXe siècle dans les faubourgs de Buenos Aires. Mélangeant le candombe afro-argentin  (work song rythmé que chantent les esclaves noirs africains) et la habanera cubaine.

## Le bal

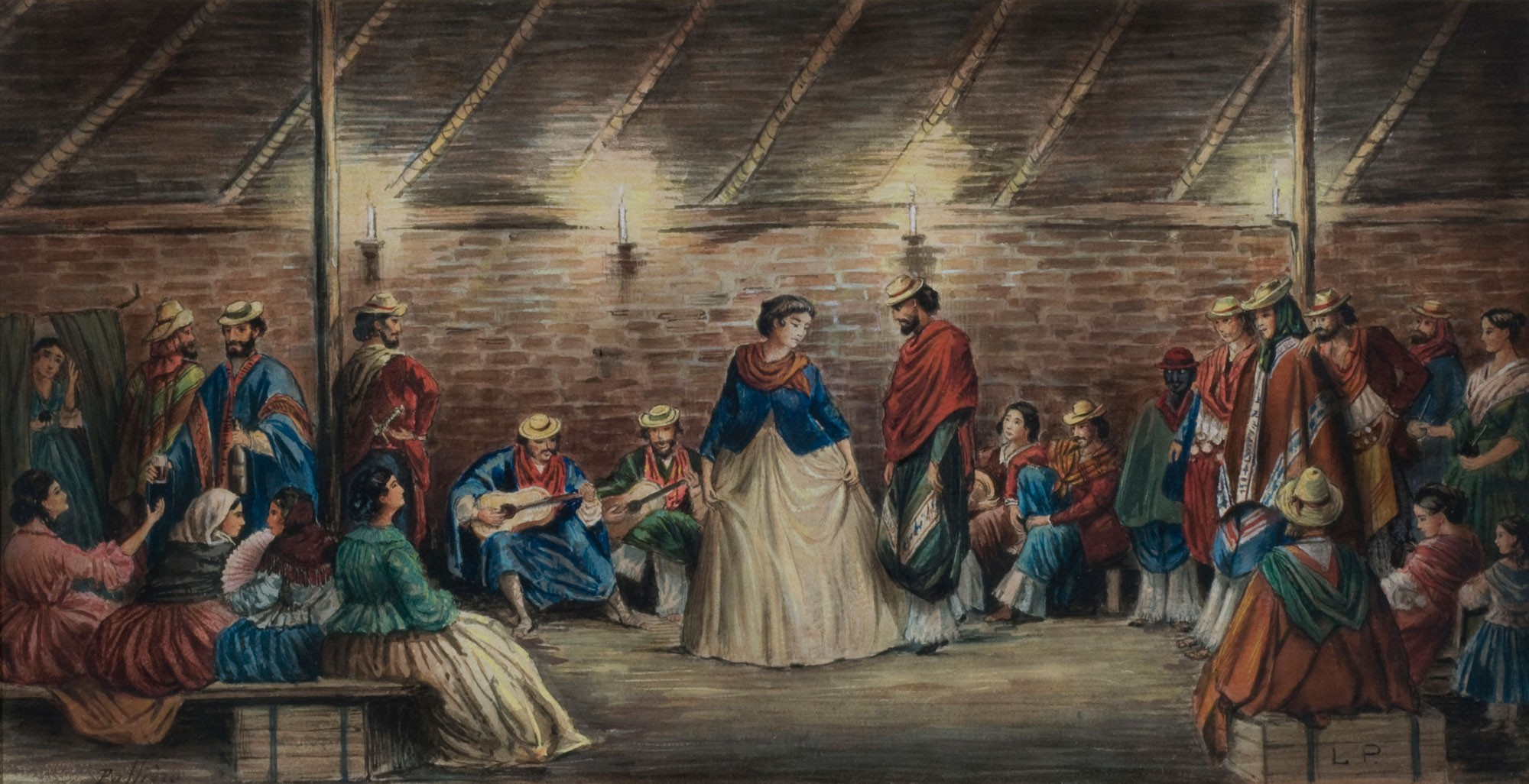
Bailando el gato (« La Danse du chat »), toile de Juan León Pallière, v. 1860.

On danse alternativement trois rythmes dans les lieux de danse : le tango lui-même, la valse et la milonga. La danse milonga étant antérieure au tango, c'est elle qui a donné son nom aux lieux où se pratiquent ces danses.
La programmation musicale de la milonga se fait habituellement en alternant les séries de tangos, de valses et de milongas (appelées chacune une tanda) entrecoupées par une cortina. Traditionnellement aujourd'hui, les milongas représentent entre 10 % et 20 % de la musique diffusée[réf. souhaitée].
Les trois danses argentines sont basées sur la marche, par conséquent les couples se déplacent sur la piste. Il faut donc indépendamment du type de danse respecter des règles de circulation pour éviter les collisions et les coups de pied. Les couples doivent circuler dans le sens inverse des aiguilles d'une montre. Si la piste se remplit, quelques règles de bon sens s'appliquent. Éviter les mouvements dangereux pour les voisins (comme les boleos), et regarder où l'on va. En particulier, les hommes (qui ont la responsabilité du guidage) doivent bien avoir conscience de leur environnement, de même que la femme peut avoir à « retenir » d'une légère pression sur le bras son cavalier qui voudrait reculer alors qu'il y a des danseurs juste derrière lui[pertinence contestée].

## La danse
La milonga se danse techniquement comme le tango, mais le rythme est plus vif, plus alerte, la danse est souvent plus gaie et plus simple.
On distingue différents styles :
- milonga lisa
- milonga traspié
- milonga rítmica

Il existe aussi la milonga candombé, dont l'archétype est le Carnavalito de Lucio Demare et Raúl Berón.

## La musique
La milonga est une danse rapide et gaie, comparée au tango. C'est une rythmique à deux temps : la basse répète souvent le rythme suivant :
Il existe plusieurs types de milongas :
- milonga candombera : Carnavalito (Orquesta Típica Lucio Demare); Tango Negro (Juan Carlos Cáceres)
- milonga campera : Milonga Criolla (Alberto Merlo)
- milonga porteña : Milonga del recuerdo (Juan D'Arienzo); Milonga Sentimental (Tita Merello)

Parmi les milongas célèbres, on peut citer :
- Juan d'Arienzo, Alberto Echagüe : Milonga del recuerdo
- Juan d'Arienzo : La Puñalada
- Juan d'Arienzo, Alberto Echagüe : Milonga del corazón (1938)
- Roberto Grela : De vuelta y media
- Aníbal Troilo : La Trampera
- Jorge Cardoso : Milonga (notamment une version pour deux guitares)
- Astor Piazzola (musique), Jorge Luis Borges (texte) : Jacinto Chiclana
- Atahualpa Yupanqui a composé et écrit plusieurs milongas : La Milonga Perdida, Milonga del Solitario, Milonga del Peón de Campo, Milonga Triste (ce qui constitue presque un pléonasme, tant la nostalgie imprègne habituellement cette musique) ; on peut noter aussi une de ses chansons célèbres, qui fusionne le genre Milonga avec le Yaraví andin (lui aussi triste et plus lent) : Le tengo rabia al silencio (« J'ai la rage contre le silence » / « Je suis en colère contre le silence »), chanson qui sera reprise avec succès en France par Marie Laforêt.
- Daniel Melingo lui a consacré un album entier, dans son style particulier : Santa milonga (« Sainte milonga », 2004) à "opposer" à son album suivant : Maldito tango (« Maudit tango », 2007)

Parmi les milongas lentes, idéales pour débutants :
- Francisco Canaro, Ernesto Famá : Milonga sentimental
- Edgardo Donato, Horácio Lagos : Ella es asi
- Astor Piazzolla : Milonga del Angel

Comme milonga plus entraînante :
- Pedro Láurenz : Milonga de mis amores

Comme milonga moderne :
- Coco Lerez : Machos y Muchachos

Comme milongas traspié, la majorité des « témas » de Miguel Villasboas conviennent comme Argañaraz ou Milonga criolla.
Concernant Miguel Villasboas, auteur et pianiste, nous retrouvons aussi des « tango-milongas », au rythme très agréable à danser pour les connaisseurs.